# Rambures
Rambures és un municipi francès, situat al departament del Somme i a la regió dels Alts de França. L'any 1999 tenia 365 habitants.

## Situació

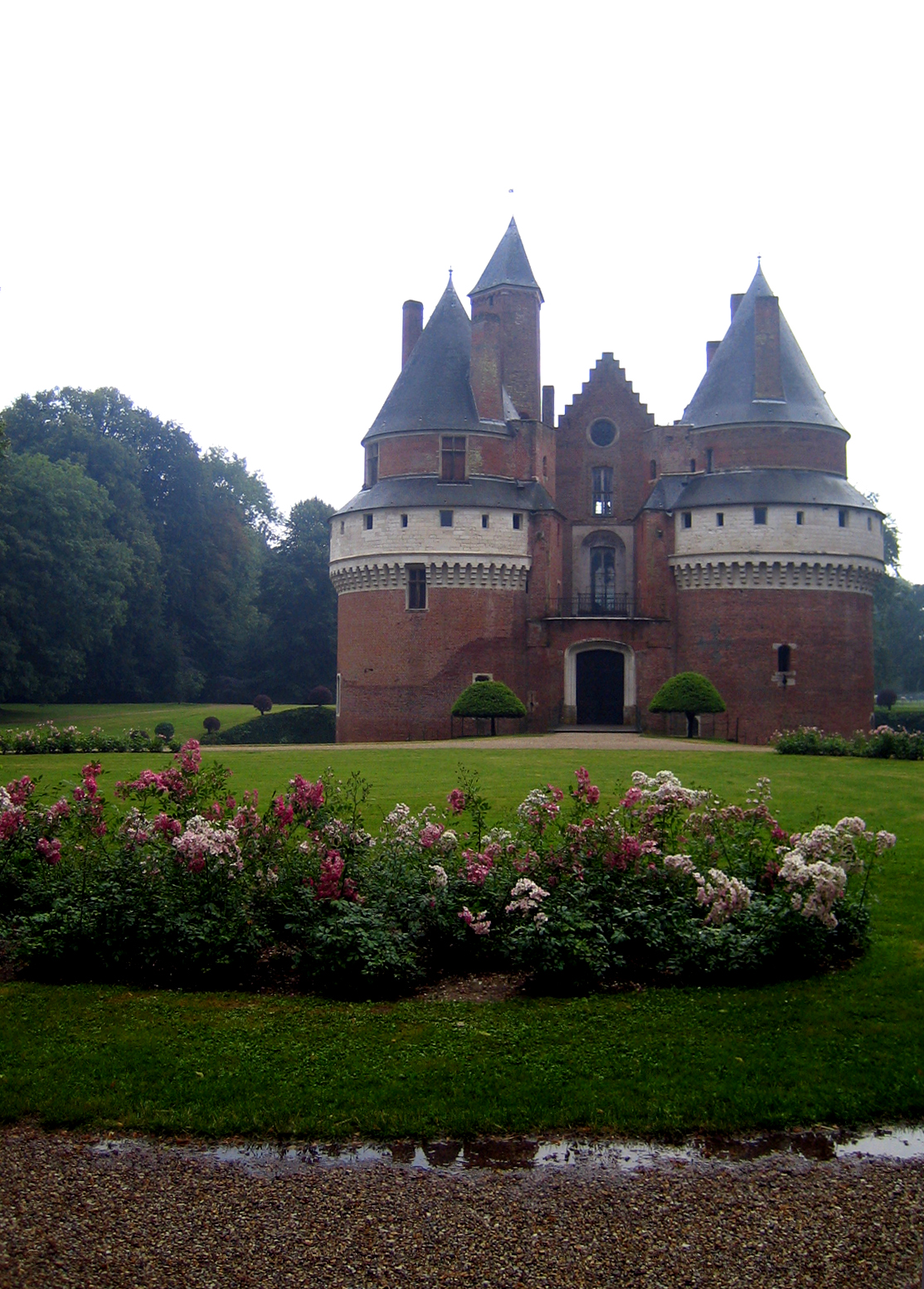
castell

Rambures es troba a l'oest del Somme, a pocs quilòmetres del Sena Marítim.

## Administració

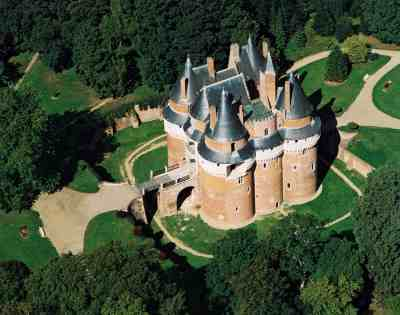

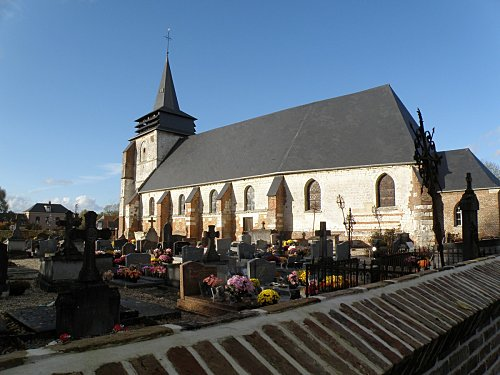

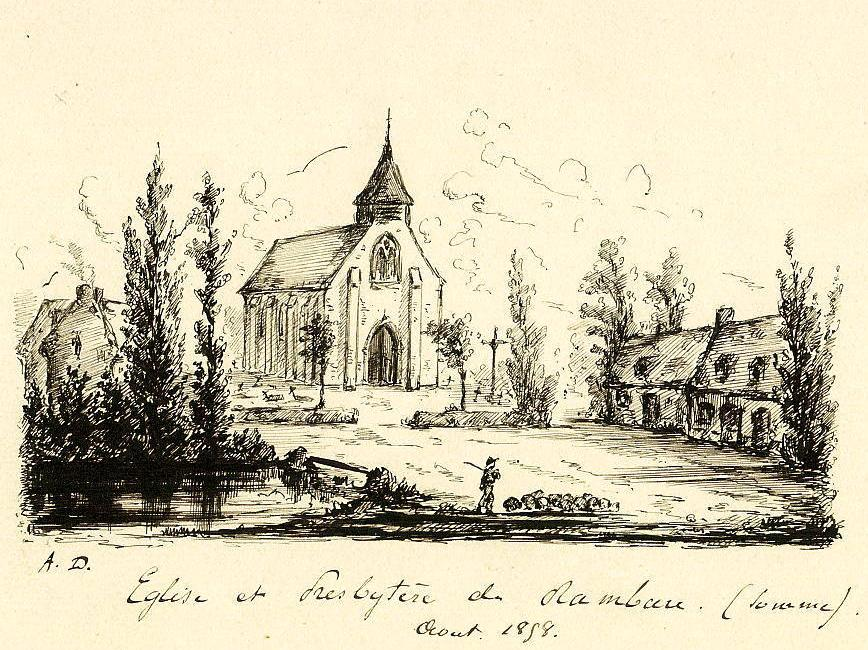

Rambures forma part del cantó de Gamaches, que al seu torn forma part del districte d'Abbeville. L'alcalde de la ciutat és Jean-Claude Gandon (2001-2008).